# Powerbuilder
PowerBuilder是Powersoft（美国著名的数据库应用开发工具厂商，现已被德国SAP集团旗下的Sybase公司收购）推出的可视化数据库集成开发工具，它是一个专业的客户机／服务器应用程序开发工具。PowerBuilder目前的最新版本是12.6，最新版本最大特点是支持了Odata，且和APPEON結合可以達到寫一套程式可以在C/S、手機(android和iOS)和WEB平台上使用。它能够设计传统的基于客户机／服务器体系结构的应用系统，从6.0版本开始也能够开发基于Internet的应用系统（Web.PB）。

## 时间线
- 1994年  4.0版本
- 1996年  5.0版本
- 1998年  6.0/6.5版本
- 2000年  7.0版本
- 2002年  8.0版本
- 2003年  9.0版本
- 2004年  10.0版本
- 2006年  10.5版本
- 2007年  11.0版本
- 2009年  12.0版本
- 2009年  12.1版本
- 2011年  12.5版本
- 2014年  12.6版本

## PowerBuilder 10的新特性

### XML WEB DATAWINDOW
PowerBuilder获得专利的Data Window技术已针对Web进行了优化。XML Web Data Window通过标准W3C技术XML、XSLT和CSS独立生成内容、布局和样式。XHTML在浏览器端呈现，从而为最终用户和企业提供了优良的性能。由于样式表下载后被缓存起来，因而使得Data Window页的下载更迅速。这当然是令用户高兴的事，而节约带宽对企业也是大有裨益。给企业带来的其他益处包括：提高效率，更具伸缩性和扩展性，改进可访问性。

### UNICODE
世界正变得越来越小，开展业务也应具备全球视野。为满足业务上的需要通常要求在全球范围内进行应用程序的部署。PowerBuilder 10支持Unicode，这意味着不同字符集（包括各种多字节字符集）的数据既能在Data Window的同一行中并存，也能在同一“窗口”中显示。检索数据并将其提供给全球范围内的用户现在已成为一件很容易做到的事，同时也使您的工作变得更简单了。只需编写一次，就可以向全世界任何地方发布。

### 集成PowerDesigner
PowerDesigner插件使PowerBuilder集成开发环境 (IDE)具备了对象建模功能。开发人员能够以迭代方式进行建模、代码生成、逆向工程和代码修改等任务。通过这一强大的新功能，开发人员就可以更方便地根据需要进行应用程序的修改和扩展了，甚至还能迅速重构新的体系结构。借助该PowerDesigner插件，开发人员可以对应用程序进行逆向工程，并生成可清楚地从总体上把握应用程序体系结构的类示意图。而且，只需通过点击，就可以为新类建立模型并自动生成代码。通过导航类示意图，开发人员可以双击其中的特定对象打开PowerBuilder Painter。由于应用程序变得日益复杂而且更多地以组件为基础构建，这些功能成为开发人员理解应用程序的结构和代码的好工具，同时也使他们能够更方便地增强应用程序的功能。

### WEB服务
现在，您不用离开PowerBuilder集成开发环境就可以构建并部署Web服务。更紧密地集成EAServer意味着您的工作将更加轻松。JSP对象使用Apache Software Foundation Axis处理SOAP请求，它支持用户定义的复杂数据类型和文档类型WSDL文件。

### 支持MICROSOFT .NET
PowerBuilder扩展支持.NET平台。DataWindow .NET是一个单独销售的新产品。也随10.0版的PowerBuilder Enterprise版一起提供，作为对PowerBuilder客户的特殊馈赠。这个新产品使您可以在.NET开发平台内进行工作，并利用获得过专利的DataWindow技术。开发人员也是第一次能够在PowerBuilder之外体验真正的快速数据访问和数据呈现，并将性能提升带入.NET项目。请使用您拥有的DataWindow .NET，在您的企业内证明一下这项获得过专利技术的强大威力，并帮助我们传播有关PowerBuilder系列工具的最新产品信息。

### UDDI
向导功能可以引导开发人员通过UDDI在传统PowerBuilder应用程序或JSP页面中找到并使用Web服务。而且，UDDI搜索功能可以很轻松地内置到PowerBuilder开发人员通过UDDI PBNI扩展构建的应用程序中。

### ADO.NET
ADO.NET数据库接口使PowerBuilder应用程序能够像使用OLE DB或ODBC一样，使用ADO.net来连接到各种数据库，并执行数据库操作和表操作。

## 与PowerBuilder相关的一些工具

### Appeon for PowerBuilder
Appeon for PowerBuilder可以将PowerBuilder应用程序转换为用于Web的基于浏览器的应用程序，同时保留原有应用程序的所有功能和用户界面。Appeon并非Sybase公司的产品。

### DataWindow .NET
DataWindow .NET是一个用于增强.NET应用程序开发环境性能的组件。

### EAServer
EAServer是Sybase公司企业门户、无线服务器、金融服务器等解决方案的核心产品。EAServer提供了一组服务用于web和分布式应用的部署。

### PocketBuilder
PocketBuilder是一个新的快速应用开发工具，可以加速建立移动和无线企业Pocket PC应用。使用过PowerBuilder的开发人员可以利用已有的经验用PocketBuilder IDE建立新的或扩展现存应用系统的应用。

### PowerDesigner
PowerDesigner是一个独具特色的建模工具集，它融合了以下几种标准建模技术：使用UML的应用程序建模、业务流程建模和传统数据库建模。
当前的版本是15.1，PowerDesigner是数据建模工具。

### SQL AnyWhere
SQL Anywere是一個標準的小型關聯式資料庫，提供Powerbuilder作為單機系統開發之資料庫使用，
支援與語法與Sybase、MS-SQL等同之T-SQL。

### Adaptive Server AnyWhere
ASA是SQL Anywhere最新的名字